# Brutus (Cicéron)
Pour les articles homonymes, voir Brutus.

Le Brutus sive dialogus de claris oratoribus (Brutus ou dialogue sur les orateurs illustres) est une œuvre de l'écrivain latin Cicéron rédigé en 46 av. J.-C., brossant l'histoire de l'art oratoire à Rome. Cette histoire de l'éloquence romaine, une première du genre, est une importante source documentaire sur la littérature latine.

## Contexte
Cicéron rédige le Brutus en 46 av. J.-C., tandis que Jules César est dictateur, ce qui met la vie politique romaine en sommeil. À cette époque, l'éloquence de Cicéron est critiquée pour sa surabondance, taxée d'asianisme, et est concurrencée par un autre style plus nerveux et plus concentré, qui se réclame des anciens orateurs attiques, particulièrement de Lysias, et dont le chef de file est Licinius Calvus. L'ouvrage, par le choix de son titre qui est une référence explicite au Brutus chasseur de tyrans de l'ancienne République, est une critique non dissimulée de la situation politique de l'époque. Ainsi, lorsqu'il aborde l'orateur César, Cicéron affirme la supériorité de la gloire de l'éloquence sur celle des armes.    

## Contenu
Ce traité est écrit sous la forme d'un dialogue, dans lequel Brutus et Atticus demandent à Cicéron de décrire les qualités de tous les orateurs romains jusqu'à leur époque.
En préambule et avec une allusion critique à la situation politique en cours, Cicéron fait un éloge appuyé de son ami Hortensius dont il partageait les opinions politiques constitutionnalistes, décédé quelques années auparavant avant de devoir « déplorer l'état de la République ». 
Cicéron commence par un panorama des auteurs grecs, d'après le Recueil des Arts, ouvrage d'Aristote aujourd'hui perdu. Il s'intéresse aux orateurs attiques, plus particulièrement à Isocrate, à Lysias et surtout à Démosthène, dont il vante la perfection et la diversité de style. Par la suite cette éloquence quitte Athènes, se diffuse en Asie, où selon Cicéron, elle dégénère et devient « asiate », manquant de finesse et trop foisonnante. 
Il présente ensuite depuis les débuts de la République et dans l'ordre chronologique les orateurs romains célèbres et moins célèbres, et analyse les caractéristiques de leur éloquence, leurs qualités et parfois leurs défauts. Après Caton l'Ancien, l'influence grecque va grandissante. Cicéron évoque aussi l'éloquence de ses maîtres, Antoine, Crassus et  Scævola, et de ses contemporains, César, Brutus, Hortensius, dont le style « asiate » pouvait passer de la part d'un jeune orateur mais ne convient plus à un homme mûr. De même, il reformule ses avis critiques sur l'Atticisme, forme d'éloquence rivale de la sienne. Il explique même le caractère « malingre » de l'art de Calvus, son rival, par la peur de l'erreur et une auto-critique exagérée,.
Cicéron interrompt parfois sa chronologie pour regrouper des orateurs qu'il met en quelque sorte à part, des Italiens qui tentent de se faire valoir sur la scène politique romaine par l'usage lors des procès d'une eloquentia popularis, une éloquence violente et pathétique destinée à provoquer l'émotion et l'indignation des jurés et de l'assistance.

### Traductions
- Brutus ou dialogue sur les orateurs illustres, trad. de Nisard, 1869, sur remacle.org
- (la + fr) Cicéron (trad. Jules Martha), Brutus, Les Belles Lettres, 1973 (1re éd. 1923)
- Cicéron, Brutus, Les Belles Lettres, 2003 (ISBN 2-251-01034-3).

### Ouvrages généraux
- Jean-Michel David, « Eloquentia popularis et urbanitas. Les orateurs originaires des villes italiennes à Rome à la fin de la République », Actes de la recherche en sciences sociales, vol. 60,‎ novembre 1985, p. 68-71 (lire en ligne).
- Philippe Muller, Cicéron : un philosophe pour notre temps, Lausanne, L'Âge d'homme, 1990, 316 p. (ISBN 2-8251-0033-1, présentation en ligne)
- Laurent Pernot, La Rhétorique dans l'Antiquité, Paris, Librairie Générale Française, coll. « Le Livre de poche / Antiquité », 2000, 351 p. (ISBN 2-253-90553-4)
- Wilfried Stroh (trad. de l'allemand par Sylvain Bluntz), La puissance du discours. Une petite histoire de la rhétorique dans la Grèce antique et à Rome, Paris, Les Belles Lettres, 2010, 514 p. (ISBN 978-2-251-34604-5)